# Friends (Marshmello-und-Anne-Marie-Lied)
Friends (englisch für ‚Freunde‘) ist ein Lied des US-amerikanischen Musikproduzenten Marshmello zusammen mit der britischen Sängerin Anne-Marie. Es erschien am 9. Februar 2018 über Joytime Collective und Asylum Records als fünfte Singleauskopplung aus dem ersten Studioalbum Speak Your Mind von Anne-Marie.

## Hintergrund
2016 veröffentlichte Marshmello einen Remix von dem Lied Alarm von Anne-Marie. Die beiden Künstler trafen sich später in einem Studio in London, wo die Produktion des Liedes begann. Das Treffen war zunächst nicht zur Produktion eines neuen Liedes gedacht, jedoch begann Marshmello mit dem Abspielen verschiedener Audiosamples. Daraufhin begann Anne-Marie mit dem Schreiben der Lyrics für das Lied. Die Grundlage des Lieds wurde dann nach Angaben der Künstler in nur wenigen Stunden produziert.
Am 4. Februar 2018 kündigten beide Künstler das Lied an, indem sie ein Bild auf ihren sozialen Medien veröffentlichten. Am 7. Februar folgte ein kurzer Ausschnitt aus dem Lied zusammen mit der Ankündigung des offiziellen Veröffentlichungsdatums.

## Inhalt

### Komposition

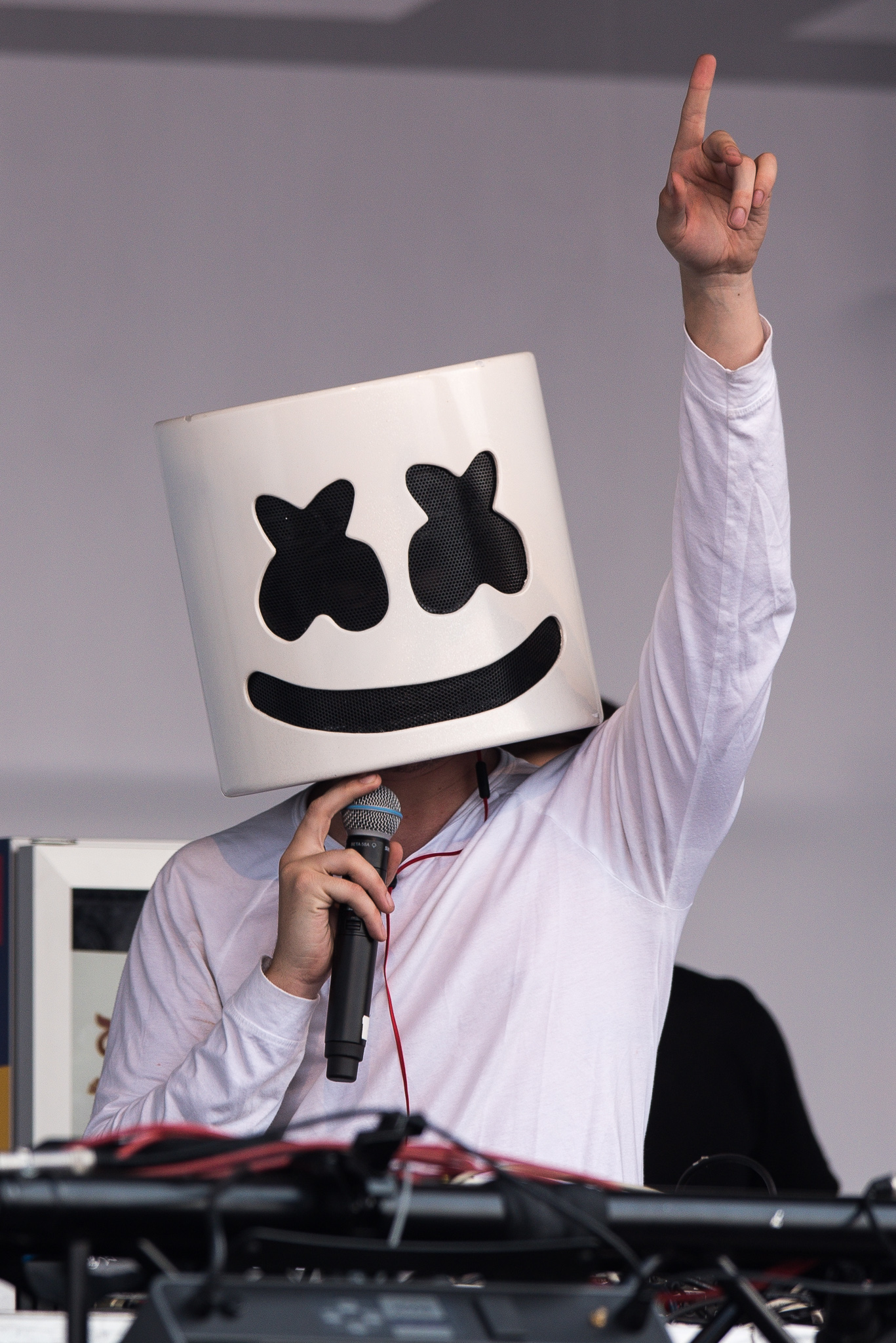
Produzent Marshmello

Friends ist ein EDM-Pop-Song basierend auf einem 4⁄4-Takt. Es sind darüber hinaus auch Elemente aus dem Trap zu hören. Die Tonart ist A-Moll und das Tempo liegt bei 95 Schlägen pro Minute. Der Stimmumfang von Anne-Marie reicht in Friends von D4 bis C6.

### Text

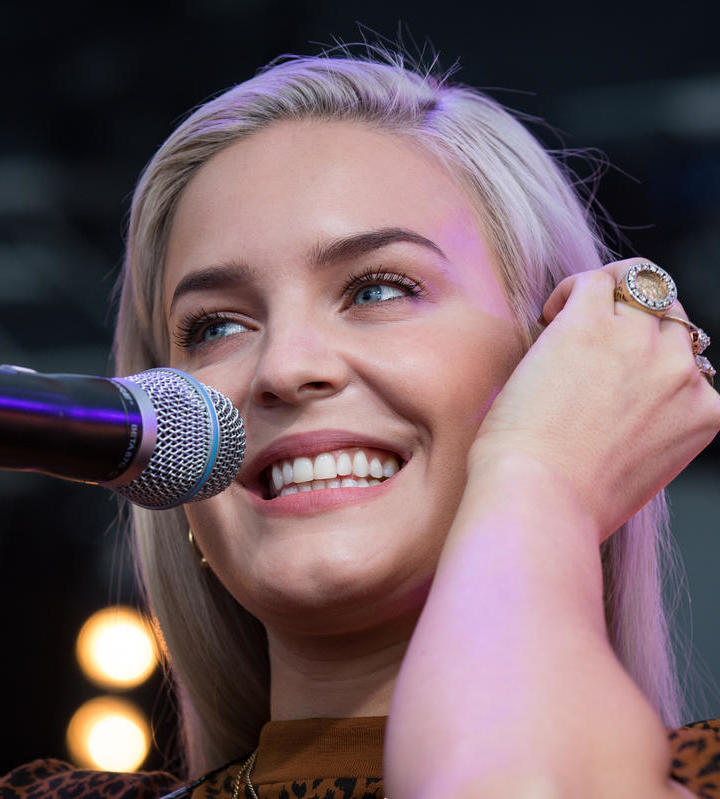
Sängerin Anne-Marie

| “Don’t go look at me with that look in your eye You really ain’t going away without a fight You can’t be reasoned with, I’m done being polite I’ve told you one, two, three, four, five, six thousand times Haven’t I made it obvious? Haven’t I made it clear? Want me to spell it out for you? F-R-I-E-N-D-S” | „Schau mich nicht mit diesem Blick an Du gehst wirklich nicht, nicht ohne einen Streit Man kann nicht mit dir diskutieren, ich bin es leid höflich zu sein Ich habe es dir ein, zwei, drei, vier, fünf, sechstausend Mal gesagt Habe ich es nicht offensichtlich gemacht? Habe ich es nicht klar gemacht? Soll ich es für dich buchstabieren? F-R-I-E-N-D-S (Freunde)“ – Refrain, Übersetzung |

Anne-Marie sagte in einem Interview mit dem London Evening Standard, dass die Idee von einem Freund kam, der mehr von ihr wollte, als nur befreundet zu sein.

“The idea came from a boy that I know that’s my friend and he kind of he wanted to be more than my friend and I was like ‘look brother how many times do I have to tell you we’re just friends’. I thought it would be funny to write a song about it and there weren’t that many songs about it and it works for Valentine’s day for all the people who are single. I don’t ever want him to know that it’s about him because it’s awkward. I do feel a bit bad but I’m trying to forget that it’s about him and think about how funny it is about the situation.”

## Musikvideo
Zum Release der Single erschien auf YouTube ein Lyricvideo. Das offizielle Musikvideo zu Friends folgte eine Woche später. Die Regie dabei führte Hannah Lux Davis, die Hauptrollen des Videos belegten Anne-Marie und Marshmello selbst. Das Lyricvideo zählt bis zum 31. Mai 2022 über 1 Milliarde Aufrufe, das Musikvideo über 950 Millionen.

## Kommerzieller Erfolg

### Chartplatzierungen
Friends stieg auf Rang 33 in die deutschen Singlecharts ein. In der fünften Woche erreichte der Song Rang eins der Charts. Das Lied hielt sich vier Wochen an der Spitze, 13 Wochen in der Top 10 und insgesamt 34 Wochen in den Charts. Friends ist damit für beide Interpreten der erste Nummer-eins-Hit und der dritte Charterfolg überhaupt in Deutschland.
In den österreichischen Singlecharts stieg das Lied auf Rang 18 in die Charts ein. In der achten Wochen erreichte das Lied die Spitze der Charts und wurde somit für beide Interpreten zum ersten Nummer-eins-Hit in Österreich. In der Schweiz platzierte sich das Lied in der ersten Woche auf Rang 39. Der Song erreichte als Höchstposition Rang vier und verblieb insgesamt 27 Wochen in den Charts.
In Großbritannien stieg Friends auf Rang 19 in die Singlecharts ein. In der fünften Woche erreichte das Lied Rang vier und wurde damit für Marshmello zum fünften Einstieg und zur dritten Top 10 Single in den britischen Musikcharts. Anne-Marie erreichte damit zum siebten Mal die Charts und zum zweiten Mal die Top 10. Insgesamt verweilte das Lied 27 Wochen in den britischen Singlecharts. In den US-amerikanischen Hot 100 stieg das Lied auf Rang 72 in die Charts ein. Die Höchstplatzierung erreichte Friends im Juni 2018 auf Rang 11. Marshmello erreichte damit zum vierten Mal die Hot 100, Anne-Marie zum zweiten Mal. In den US-Airplaycharts, den Mainstream Top 40, erreichte der Song im August 2018 Rang zwei hinter Girls Like You von Maroon 5.
In den globalen Spotify Charts erreichte Friends Rang vier mit über 25,6 Millionen Streams innerhalb einer Woche. Bis zum März 2021 wurde der Song über eine Milliarde Mal auf Spotify gestreamt.
In den Golbal Singles Charts 2018, die von der IFPI ermittelt werden, platzierte sich das Lied mit über 9,6 Millionen verkauften Einheiten auf Rang neun.
| ChartsChartplatzierungen       | Höchstplatzierung | Wochen |
| ------------------------------ | ----------------- | ------ |
| Deutschland (GfK)              | 1 (34 Wo.)        | 34     |
| Österreich (Ö3)                | 1 (30 Wo.)        | 30     |
| Vereinigte Staaten (Billboard) | 11 (29 Wo.)       | 29     |
| Schweiz (IFPI)                 | 4 (27 Wo.)        | 27     |
| Vereinigtes Königreich (OCC)   | 4 (27 Wo.)        | 27     |

| ChartsJahrescharts (2018)      | Platzierung |
| ------------------------------ | ----------- |
| Deutschland (GfK)              | 9           |
| Österreich (Ö3)                | 7           |
| Schweiz (IFPI)                 | 28          |
| Vereinigte Staaten (Billboard) | 26          |
| Vereinigtes Königreich (OCC)   | 13          |

### Auszeichnungen für Musikverkäufe
Friends erhielt weltweit eine Goldene-, 38 Platin- und eine Diamantene Schallplatte für über acht Millionen verkaufte Einheiten. Laut der International Federation of the Phonographic Industry (IFPI) verkaufte sich die Single über 9,6 Millionen Mal.

| Land/Region                  | Auszeichnungen für Musikverkäufe (Land/Region, Auszeichnung, Verkäufe) | Verkäufe  |
| ---------------------------- | ---------------------------------------------------------------------- | --------- |
| Australien (ARIA)            | 4× Platin                                                              | 280.000   |
| Belgien (BRMA)               | Platin                                                                 | 30.000    |
| Dänemark (IFPI)              | 2× Platin                                                              | 180.000   |
| Deutschland (BVMI)           | Platin                                                                 | 400.000   |
| Frankreich (SNEP)            | Diamant                                                                | 333.333   |
| Italien (FIMI)               | Platin                                                                 | 50.000    |
| Kanada (MC)                  | 7× Platin                                                              | 560.000   |
| Neuseeland (RMNZ)            | 3× Platin                                                              | 90.000    |
| Norwegen (IFPI)              | 2× Platin                                                              | 120.000   |
| Österreich (IFPI)            | Gold                                                                   | 15.000    |
| Polen (ZPAV)                 | 4× Platin                                                              | 80.000    |
| Portugal (AFP)               | 2× Platin                                                              | 20.000    |
| Schweiz (IFPI)               | Platin                                                                 | 20.000    |
| Spanien (Promusicae)         | 2× Platin                                                              | 80.000    |
| Taiwan (RIT)                 | Platin                                                                 | 10.000    |
| Vereinigte Staaten (RIAA)    | 4× Platin                                                              | 4.000.000 |
| Vereinigtes Königreich (BPI) | 3× Platin                                                              | 1.800.000 |
| Insgesamt                    | 1× Gold · 38× Platin · 1× Diamant ·                                    | 8.068.333 |

Hauptartikel: Anne-Marie (Sängerin)/Auszeichnungen für Musikverkäufe

## Veröffentlichung
Für Friends erschienen insgesamt vier Remixe, die alle als Singles veröffentlicht wurden. Ende Mai 2018 folgte noch eine Akustikversion in der nur der Gesang von Anne-Marie zusammen mit einer Akustikgitarre zu hören ist.
| #  | Version            | Erstveröffentlichung | Länge |
| -- | ------------------ | -------------------- | ----- |
| 1. | FRIENDS            | 9. Februar 2018      | 3:22  |
| 2. | FRIENDS – Acoustic | 25. Mai 2018         | 3:29  |

### Remixe
| #  | Version                                | Erstveröffentlichung | Länge |
| -- | -------------------------------------- | -------------------- | ----- |
| 1. | FRIENDS – R3hab Remix                  | 23. März 2018        | 2:37  |
| 2. | FRIENDS – Sikdope Remix                | 6. April 2018        | 2:43  |
| 3. | FRIENDS – Borgeous Remix               | 6. April 2018        | 3:22  |
| 4. | FRIENDS – A Boogie wit da Hoodie Remix | 13. April 2018       | 3:22  |

## Mitwirkende
- Eden Anderson: Komponist, Liedtexter
- Anne-Marie: Gesang, Komponist, Liedtexter
- Sarah Blanchard: Komponist, Liedtexter
- Richard Boardman: Komponist, Liedtexter
- Pablo Bowman: Komponist, Liedtexter
- Natalie Dunn: Komponist, Liedtexter
- Michael Freeman: Toningenieur-Assistenz
- Cameron Gower-Poole: Toningenieur
- Stuart Hawkes: Mastering
- Marshmello: Komponist, Liedtexter, Musikproduzent
- Mark „Spike“ Stent: Abmischung
- Jasmine Thompson: Komponist, Liedtexter